# Irish Open 2012
Die Irish Open 2012 im Badminton fanden vom 6. bis zum 9. Dezember 2012 in Dublin statt und sind nicht zu verwechseln mit den Irish International 2012.

## Sieger und Platzierte
| Disziplin    | Gold                              | Silber                             | Bronze                         |
| ------------ | --------------------------------- | ---------------------------------- | ------------------------------ |
| Herreneinzel | Scott Evans                       | Lucas Corvée                       | Lucas Claerbout                |
| Herreneinzel | Scott Evans                       | Lucas Corvée                       | Sebastian Schöttler            |
| Dameneinzel  | Line Kjærsfeldt                   | Chloe Magee                        | Beatriz Corrales               |
| Dameneinzel  | Line Kjærsfeldt                   | Chloe Magee                        | Olga Konon                     |
| Herrendoppel | Jacco Arends Jelle Maas           | Johannes Schöttler Josche Zurwonne | Chris Coles Matthew Nottingham |
| Herrendoppel | Jacco Arends Jelle Maas           | Johannes Schöttler Josche Zurwonne | Robert Blair Tan Bin Shen      |
| Damendoppel  | Samantha Barning Eefje Muskens    | Audrey Fontaine Émilie Lefel       | Sophie Brown Helena Lewczynska |
| Damendoppel  | Samantha Barning Eefje Muskens    | Audrey Fontaine Émilie Lefel       | Jessica Fletcher Alyssa Lim    |
| Mixed        | Jorrit de Ruiter Samantha Barning | Jacco Arends Ilse Vaessen          | Jelle Maas Iris Tabeling       |
| Mixed        | Jorrit de Ruiter Samantha Barning | Jacco Arends Ilse Vaessen          | Max Schwenger Carla Nelte      |